# Norbert Röttgen
Norbert Röttgen, född 2 juli 1965 i Meckenheim i Rhein-Sieg-Kreis, är en tysk politiker (CDU). 
Från 2005 till 2009 var han gruppledare för CDU/CSU:s förbundsdagsgrupp. 28 oktober 2009 utnämndes han till Tysklands miljöminister, en post han hade fram till 16 maj 2012 då han avskedades av Angela Merkel. Röttgen avskedades sedan han som CDU:s kandidat i delstatsvalet i Nordrhein-Westfalen gjort ett svagt valresultat. 
Röttgen kandiderade vid CDU:s partiledarval år 2021, men förlorade i omröstningen där Armin Laschet valdes till ny partiledare.

## Webblänkar
- Wikimedia Commons har media som rör Norbert Röttgen.
- Norbert Röttgens webbplats
- Förbundsdagens biografi
- Tyska miljöministeriets biografi